# پریانشو چاترجی
پریانشو چاترجی (بنگالی: প্রিয়াংশু চ্যাটার্জী؛ زادهٔ ۲۰ فوریهٔ ۱۹۷۳) یک هنرپیشه اهل هند است. وی از سال ۲۰۰۱ میلادی تاکنون مشغول فعالیت بوده‌است.
از فیلم های معروف او می توان به بازی در پادشاهان، قفس، رشته محبت، داستان نفرت ۳، مدهوشی، چینتو جی، قبلاً شما را جایی دیده‌ام و بدون تو اشاره کرد.